# Johannes Friedrich Böckelmann

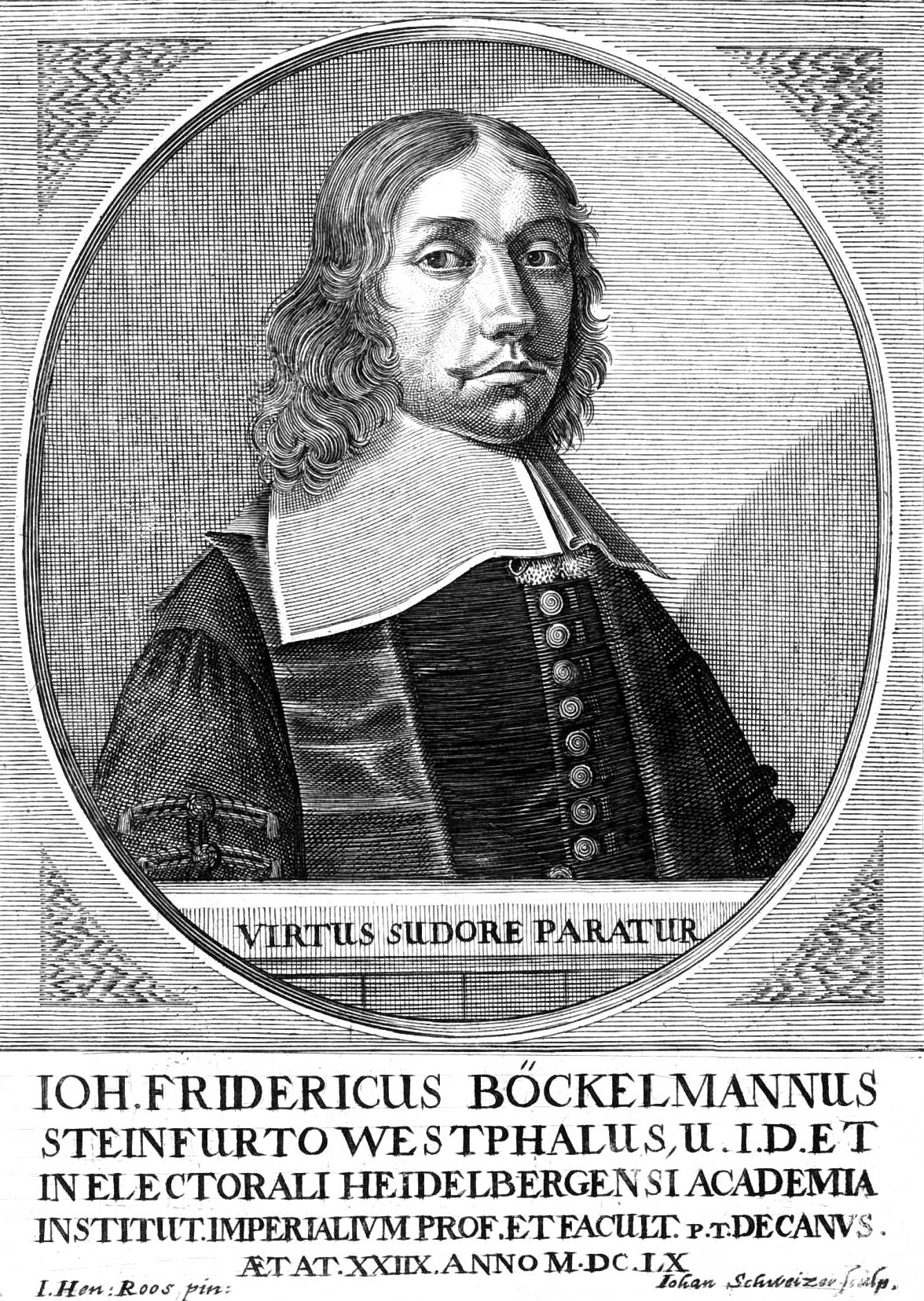
Johannes Friedrich Böckelmann

Johannes Friedrich Böckelmann (auch Bockelmann; Pseudonym Hircander; * 22. April 1633 in Steinfurt; † 23. Oktober 1681 in Leiden) war ein deutscher Rechtsgelehrter.

## Leben
Böckelmann war der Sohn des Landrichters Friedrich Böckelmann. Er besuchte von 1651 bis 1654 das Gymnasium seiner Heimatstadt. Hier hatte er bereits unter Werner Pagenstecher (1609–1668) sein juristisches Talent entfalten können. Am 5. Februar 1656 immatrikulierte er sich an der Universität Heidelberg, wo er sich schon während seiner Studienzeit an der Ausbildung der Juristen beteiligte. Am 22. März 1659 wurde er per Reskript des pfälzerischen Kurfürsten Karl Ludwig zum Professor der Instituten ernannt, welche Berufung er am 26. April annahm und am 4. Mai im Senat der Universität seinen Eid abgab.
Noch im Verlauf eines Monats verteidigte er im März 1659 in Anwesenheit des Kurfürsten seine Promotionsabhandlung Disputatio exhibens diversa iuris thematha, wobei Ezechiel Spanheim als Opponent in Erscheinung trat. Er wurde zum Doktor der Rechte promoviert, übernahm 1661 die Professur der Pandekten und wurde 1665 zum ersten Professor der juristischen Fakultät ernannt. In seiner Funktion als Lehrstuhlinhaber beteiligte er sich an den organisatorischen Aufgaben der Heidelberger Hochschule und war vom 20. Dezember 1660 bis 23. Dezember 1661 Rektor der Alma Mater.
Mit dem akademischen Aufstieg wurde er Beisitzer des pfälzischen Hofgerichts und 1664 dessen Vizepräsident. Zugleich war er ab 1661 Rat und 1665 Gesandter des Kurfürsten für diplomatische Aufgaben. 1670 folgte er einem Ruf an die Universität Leiden, wo er am 8. November den Lehrstuhl für römisches Recht übernahm und am 3. Juli 1671 die Professur des Staats- und Völkerrechts. Auch hier beteiligte er sich an den organisatorischen Aufgaben der Hochschule und war 1675/76 Rektor der Alma Mater. Noch heute besteht seine testamentarische Stiftung an der Universität Leiden fort, welche einem Studenten der Rechtswissenschaften ein Stipendium ermöglicht.
Literarisch tat er sich als Verfasser seines Institutenkompendiums hervor. Vor allem ist er aber mit seiner didaktisch vereinfachenden Lehrmethode des Rechtsstudiums in Erscheinung getreten. Die von ihm eingeführten vereinfachenden Reformen des juristischen Lehrsystems sorgten für Aufsehen. Er setzte dabei auf die Kompendien jener Zeit, was in der Folgezeit zu einer anerkannten Unterrichtsmethode wurde, die viele europäische Hochschulen nachahmten.

## Werke
- Diss. de sponsalibus et nuptiis. Steinfurt 1653.
- Disputatio exhibens diuersa iuris thematha. Heidelberg 1659.
- Kriegricus Hircander, omnibus bonis fætens & exosus sive. 1659 (unter Pseudonym).
- Diss. De famosis libellis. 1660.
- Diss. De contractibus nominates realibus. 1661.
- Diss. De quaestionibus miscellanies, selectis ex Iure diuino, canonico, ciuili, feudali et publico. 1662.
- Diss. De reuisione, eiusque processu in Camera. 1663.
- Juris communis et Electoralis Palatini circa processum iudiciarium differentiae principes ex prima iudicialium Patre. 1663–1669 6. Stück.
- Pentas Dissertationum inauguralium, sub praesidio Boeckelmanni propositarum. Heidelberg 1664.
- Conclusiones selectee de Aduocatis. 1665.
- Positiones et Conclusiones aliquot iuricicae, secundum methodum Pandectarum. 1666.
- Diss. De purgatione canonica et vulgari. 1667.
- Diss. De jure famulitii. 1668.
- iuris quaedam delibata. 1669.
- Medicus Romanus servus, LX. Solidis aestimatus, sive Tractatus de veterum Medicorum nominibus, functionibus et vili conditione, prorsus aliena ab arte statuque recentioris aeui Medicorum, doctissimorum clarissimorumque virorum. Leiden 1672, 1681.
- Dissertation de differentiis iuris civilis Caesarei, prouincialis Prutenici, et Polonici. Leiden 1677.
- Diss. De Lege Aquilia. 1678.
- Compendium Institutionum Iustiniani. Leiden 1679, 1681 (books.google.de); Utrecht 1694, 1708; Frankfurt 1694; Gießen 1706; Amsterdam 1627 u.ö.
- Diss. de Actionibus. Leiden 1687, Utrecht 1695.
- Tractatus postumus de differentiis juris ciuilis, canonici, hodierni. Utrecht 1694 (books.google.de), 1697, 1737.
- Synopsis Iuris publici Imp. Rom. Germanici. Groningen 1698.
- Compendiosam methodum Iuris ciuilis Pandectar. Codicis et Novellarum.
- Diss. De reconuentione.
- Diss. De Lege Rhodia de iactu.